# Wilkiejmy
Wilkiejmy (niem. Walkeim) – wieś w Polsce położona w województwie warmińsko-mazurskim, w powiecie olsztyńskim, w gminie Jeziorany.
W latach 1975–1998 miejscowość administracyjnie należała do województwa olsztyńskiego. 

## Historia
Wieś znajduje się w historycznym regionie Warmia.
Wieś założona na pruskim polu osadniczym (lauks) zwanym Welkekaym. Nazwa wsi pochodzi z języka pruskiego, w którym wilkis oznacza wilka, natomiast caymis odnosi się do osady, dworu, posiadłości (prawdopodobnie nazwa wsi, pola osadniczego wywodzi się od pruskiego imienia założyciela – Wilkisa-Wilka). W dokumencie lokacyjnym, wystawionym 19 kwietnia 1348 r. przez biskupa warmińskiego  Hermana z Pragi, wymieniono mieszkających tu Prusów, braci: Monteko, Cantele i Sintese z synami Neodrawsem i Arnoldem. Biskup uznał ich posiadłości jako wolne majątki pruskie oraz lokawał obok wieś na prawie chełmińskim (dlatego Wilkiejmy jako całość były trwaktowane jako wieś czynszowa). W roku 1783 w Wilkiejmach było 12 domów, w 1848 mieszkało we wsi 136 osób. W spisie z 1939 r. we wsi odnotowano 300 mieszkańców.
Nie wiadomo kiedy we wsi zbudowano szkołę. W 1935 r. uczęszczało do niej 71 dzieci oraz pracowało dwóch nauczycieli (była więc najprawdopodobniej szkołą dwuklasową).